# (36719) 2000 RC42
2000 RC42 (asteroide 36719) é um asteroide da cintura principal. Possui uma excentricidade de 0.07435500 e uma inclinação de 14.39466º.
Este asteroide foi descoberto no dia 3 de setembro de 2000 por LINEAR em Socorro.